# Bart Jan van Ettekoven
Bart Jan van Ettekoven (Hilversum, 23 september 1959) is een Nederlands jurist. Van 2017 tot 2024 was hij voorzitter van de Afdeling bestuursrechtspraak van de Raad van State.

## Loopbaan
Na een rechtenstudie aan de Rijksuniversiteit Utrecht en een studie aan het Hilversums Conservatorium is Van Ettekhoven beroepsmuzikant geweest in de lichte muziek. Na een korte tijd in de muziek werd hij beambte beroepszaken bij het GAK in Zwolle. Daarna koos hij voor een baan in de rechterlijke macht. Hij werd rechter bij en vervolgens vice-president van de Rechtbank Amsterdam.
Sinds januari 2014 is hij lid van de Afdeling bestuursrechtspraak van de Raad van State. Dat was hij al eerder tussen 2002 en eind 2007. Tussentijds was hij senior rechter inhoudelijk adviseur bij de rechtbank Midden-Nederland. Van Ettekoven is daarnaast sinds 2009 hoogleraar staats- en bestuursrecht aan de Universiteit van Amsterdam. 
Van Ettekoven heeft ook diverse nevenfuncties, waaronder lid van de redactie van het juridische tijdschrift Overheid en Aansprakelijkheid, lid van de boekenraad staats- en bestuursrecht van Ars Aequi, raadsheer-plaatsvervanger in het College van Beroep voor het bedrijfsleven en de Centrale Raad van Beroep en plaatsvervangend lid van het Gemeenschappelijk Hof van Justitie van Aruba, Curaçao, Sint Maarten en van Bonaire, Sint Eustatius en Saba. 
Leden:
Koning der Nederlanden · 
Th.C. de Graaf (vice-president) · 
R. Uylenburg (voorzitter ABRvS) · 
J.E.M. Polak · 
H.G. Sevenster ·  
L.F.M. Verhey ·  
B.P. Vermeulen 

Staatsraden: 
C.H.M. van Altena ·
T. Avedissian* ·
H.J.M. Baldinger · 
A.W.M. Bijloos · 
J.C. Boeree* ·
C.J. Borman ·
J.H. van Breda ·
B.J. Bruins ·
K.M. Buitenweg ·
W.D. Bult-Spiering ·  
E.J. Daalder ·
J.Th. Drop · 
V.V. Essenburg · 
B.J. van Ettekoven · 
M.W.C. Feteris* ·
J.J.W.P. van Gastel · 
F.H.G. de Grave · 
J.W. van de Gronden* ·
G. de Groot* ·
J.F. de Groot · 
J. Gundelach ·
G.J.J. Heerma van Voss ·
S.J.C. Hemels · 
M. den Heijer · 
J. Hoekstra · 
G.J.H. Houtzagers · 
G.T.J.M. Jurgens ·
M.M. Kaajan · 
P.H.A Knol · 
R.W.L. Koopmans* · 
A. Kuijer · 
C.C.W. Lange ·
B. Meijer ·
E.A. Minderhoud ·
A.J.C. de Moor-van Vugt ·
J.M.L. Niederer ·
A.G.A. Nijmeijer* ·
W. den Ouden · 
J.C.A. de Poorter · 
B.P.M. van Ravels · 
J. Schipper-Spanninga ·  
J.A.W. Scholten-Hinloopen ·
C.H. Sieburgh* ·
N.J. Schrijver ·
Th.G.M. Simons* · 
G. Snijders* ·
M. Soffers · 
G. Snijders* · 
E. Steendijk ·
A.L.J. van Strien* · 
R.J.M. van den Tweel ·
A. ten Veen · 
G.O. van Veldhuizen ·
H.C.P. Venema ·
D.A. Verburg ·
N. Verheij · 
M.B. Vos ·
P.J. Wattel* ·
R.J.G.M. Widdershoven* ·
J.M. Willems · 
C.M. Wissels · 
S.F.M. Wortmann · 
R. van Zwol 
(*staatsraad in buitengewone dienst)

Staatsraad van het Koninkrijk:
M.G.M. Schwengle (Aruba) · P.R.J. Comenencia (Curaçao) · M.C. van der Sluijs-Plantz (Sint Maarten)